# 川上真樹
川上 真樹（かわかみ まさき、1969年（昭和44年）10月12日 - ）は、新潟県三条市出身のシンガーソングライター、ボイストレーナー。歌声養成所One Voice Music Land代表。音楽芸能プロダクション株式会社Mackie-i-Lands代表取締役。

## 経歴
1992年 ロックバンド『FLOWER-CHILD』のヴォーカリストとして「Hey! Hey! Hey!」（ミュージックエキスパート/日本クラウン）発表。
1995年 「Motocross Go Go」（株式会社Namco）テーマ曲担当、日・米・仏同時発売。
1999年 単身ボストンへ渡米しHouse of blues等、有名クラブなどに多数出演。1st Solo Debut CD「Mackie」（ブライトレコーズ)発表。
2000年 Beatmania Ani-songs Mix 「究極戦隊Remix/高速戦隊ターボレンジャー」（発売元：コナミミュージックエンターテインメント/販売元：キングレコード株式会社）発表。Beatmania Ani-songs Mix featuring 石ノ森章太郎/人造人間キカイダー」（同レーベル）発表。2nd Solo CD 「It's great to be alive!!」（ブライトレコーズ）発表。
2001年 『Wild Turkey日本ブルースロック賞』受賞。
2004年 川上真樹ヴォーカル塾『One Voice Music Land』設立。
2005年 3rd Cover Album 「Love you my way」（RhythSOL RECORDs）発表。
2006年 4th Solo Album 「Scene's all gone」(Mackie's cafe Labels）発表。
2007年 ドワンゴアーティストプロダクションにてボイストレーナー契約。人気声優南條愛乃らを担当。
2008年 同郷同世代のシンガーソングライター盟友TSUNTAと5th Duet Album 「Listen」（MY RECORDS）発表。売上金の一部を新潟県へ寄付。
2008年 鹿児島県肝属郡肝付町の合併記念ソング「きもつき音頭」歌唱担当。
2008年 冠ラジオ番組「川上真樹のMakcie's Cafe」スタート（燕三条FM/新潟）
2010年 「It’s great to be alive!!」が「歯医者さんへ行こう！」（スカイパーフェクトTVサイエンスチャンネル）OPに起用。
2011年 「The sounds of a river」が「感じる絆」（コールマン社）シネマＣＭソングに起用。
2012年 アイドルグループベイビーレイズ ボイストレーナーを担当。
2012年 堀江淳プロデュースによりデビュー20周年記念シングル「True eyes/闇を越えて」リリース。
2012年 佐藤ひらり初シングル「みらい/そらたかく」総合プロデュース。売上金100万円を全額あしなが育英会へ寄付。
2013年 複合型高齢者介護施設「しずか荘」音楽の達人就任（～2014年）
2014年 音楽プロダクション 株式会社Mackie-i-Lands（マッキーアイランズ）設立。
2015年 自社レーベルM-i-L RECORDS設立。8年振りのフルアルバム「HOME」発表（MILR001）。OP「Wild Side Of The Story」が マルソー株式会社創立60周年記念ＣＭソング に起用。
2015年03月　「いくじなし/さくらしめじ」楽曲提供（作詞）。ボイストレーナーを担当。
2015年05月　M-i-L RECORDS第2弾作品 熟女ユニット「花魁熟」両A面シングル「花魁熟/Engrave」リリース（MILR002）
2015年08月 絆診療所（福島県南相馬市）にて慰問コンサート開催。義援金寄付（～コロナ禍に入る前年2019年まで継続）
2015年09月 M-i-L RECORDS第3弾作品 祖父は不滅の69連勝という大記録を誇る第35代横綱「双葉山」女優の「穐吉次代」CDシングル「両国浪漫 夢模様/双葉山おじいちゃまへ」リリース（MILR003）
2016年04月「三条の英雄・世界のジャイアント馬場を名誉市民にする会」の会長として署名活動、同年9月5日に馬場（本名：馬場正平）は 名誉市民に選定 される。
2016年11月 M-i-L RECORDS第4弾作品「やまうちみゆ」配信デビューシングル「きゅきゅがーる/きっと世界は広がる」（MILR004）Exsective Producerとして参加。
2016年12月 M-i-L RECORDS第5弾作品「My Dear」リリース（MILR005）タイトル曲は前作と同じ堀江淳のペンによるもの。また同世代の盟友・井上昌己の「泣きだしそう」では女性カバー曲に挑戦するなど新たな試みとなっている。
2017年11月 M-i-L RECORDS第6弾作品シンガーソングライター康士郎の配信デビューシングル「吉祥寺サンロード/≒（ニアリーイコール）」（MILR006）Exsective Producerとして参加。
2018年11月 M-i-L RECORDS第7弾作品、舞台女優、シンガーソングライター飯島利奈の配信デビューシングル「約束の日/奏-虹色ファンタジア-」（MILR007）Exsective Producerとして参加。
2019年04月 「ランキング！クイーン～新装版」（シンコーミュージックMOOK）発刊。コメンテーターとして参加。
2019年07月 LEC株式会社 主催「大感謝祭プロレス」（団体はワールド女子プロレス ディアナ）にてリングアナウンサーデビュー。実況は辻よしなり氏
2019年07月 かんきょうデザインプロジェクト「音楽×環境～対バンやろうぜ～」アドバイザー就任。
2019年08月 神田明神で行われた神田プロレスにてミニLIVE、タイトルマッチ前に君が代斉唱。
2019年09月 LEC株式会社 主催「大感謝祭プロレス」（Wrestle-1)にてリングアナウンサー担当。特別ゲストは武藤敬司選手。
2019年10月 JWE×LEC×エンチョー×ヒバリヤ共同主催「ホームセンタープロレス」にてリングアナウンサー担当。特別ゲストは蝶野正洋氏
2019年11月 ザ・デストロイヤーメモリアルナイト～白覆面の魔王～（大田区総合体育館）にてセレモニー冒頭で「Always/Bon Jovi」を歌唱。
2019年11月 M-i-L RECORDS第８弾作品シンガーソングライター千央（ちひろ）の配信デビューシングル「泪星テラス/Answer」（MILR008）Exsective Producerとして参加。
2020年01月 BRIGHT RECORDS との共同出版にて石原裕次郎の代表作「夜霧よ今夜も有難う」を英語詞カバーにてリリース。カップリングにはAKB48の「恋するフォーチューンクッキー」を作曲した伊藤心太郎氏との20年ぶりの共作「オーティスが聴こえる」、自らのペンで書下ろした「やさしさにありがとう」収録。
2020年09月 COVID-19の影響により再延期となって開催された「音楽×環境～対バンやろうぜ！」のテーマ曲「Rebirth～感情再生」を担当。
2021年04月 「Dragon gate presented by LEC vol.3」（amazon prime video）リポーター役で出演（役柄は本人名義）。
2021年12月 セルフカバー「闇を越えて」サブスク限定配信リリース（MILR009）
2022年04月 サブスク限定リリース第2弾として新曲「From me to A feat. Nate & GAZ」（MILR010）リリース。
2022年04月 韓国ウソン情報大学グローバル実用芸術学部にて、ボーカルレッスン特別オンライン授業を開講。
2022年05月 シンガーソングライター足立正人3作品連続配信リリース楽曲「Life begins at 50」（MILR011）「流星」（MILR012）「Will Power」（MILR013）をプロデュース。
2022年10月 LEC株式会社 主催「もっと大好きや！STARDOM in コーナン西宮今津店」にてリングアナウンサー担当。実況は辻よしなり氏
2022年12月 Flower-Child時代の未発表作品「働く」歌道30周年記念シングルとしてサブスク限定配信リリース（MILR014）
2023年03月 サブスク限定配信シングル第4弾「沈丁花 'n' blues」リリース（MILR015）
2023年04月 全面プロデュース作品「Life begins at 50/足立正人」リリース(MILR016)
2023年07月 OLアーティスト、まっつん！デビューシングル「卯ソ月」の作詞（共作）、作曲、カップリング曲の「Close to you」（カーペンターズのカバー）両曲のボーカルディレクションを担当（MILR019）
2024年05月 新潟県三条市出身のシンガーソングライターshuの作品「五十嵐川〜いからしがわ〜」サブスク配信リリース（MILR017）
2024年07月 「しわくちゃな手/足立正人」編曲、ボーカルディレクション担当（MILR018）
2024年07月 ソロ活動25周年を記念した1st Solo CD「Mackie」（MILR20）2nd Solo CD「It's Great to be alive!」（MILR21）の2枚がサブスク配信される。
2024年12月 ソロ活動25周年、歌声養成所One Voice Music Land創業20周年、（株）Mackie-i-Lands設立10周年記念ソング「I am the music 」配信リリース（MILR22）、MV公開。この曲は元々は1996年頃に書かれた作品で、その後何度も編曲を変えレコーディングされたが、ついに陽の目を見ることはなかった。「音楽1本で食えなかった20代、こんな大それた事でも言ってなかったら立ち上がる事さえ出来なかったかもしれない。」と本人は振り返る。トリプルアニバーサリーを迎えた2024年クリスマスにファン、家族、友人らへ更なる感謝の気持ちを乗せた渾身の1曲。
2025年06月 俳優 高坂和弘デビューシングル「あなた」の作詞（共作）、作曲を担当（MILR023）